# Rapport (conceito)
"Rapport" é uma palavra de origem francesa (rapporter), que significa “trazer de volta” ou “criar uma relação”. Em psicologia, representa um estilo de relacionamento próximo e harmonioso no qual indivíduos ou grupos estão em sintonia uns com os outros, entendem os sentimentos e ideias uns dos outros, e comunicam-se de maneira cordial.
Em seu significado, a palavra sugere que aquilo que uma pessoa encaminha para a outra lhe será enviado de volta por esse indivíduo. Por exemplo, as pessoas envolvidas podem perceber que compartilham valores, crenças e conhecimentos similares, ou comportamentos em relação a política, música ou esportes. Isso poderia levá-los a se engajar em comportamentos recíprocos com influência mútua ou melhor coordenação nas suas interações verbais e não-verbais.
Há um conjunto de técnicas que se supõem serem apropriadas na construção de rapport, tais como: linguagem corporal, (por exemplo, a postura, a mímica, etc.); a prática de sinais de que se tenta manter uma conexão (contato visual);combinação de intervalos de tempo, vocabulário e respiração rítmica [carece de fontes?]. Em um diálogo, alguns comportamentos verbais associados com um aumento de rapport costumam ser positividade, compartilhamento de informações pessoais e desenvolvimento gradual de intimidade, e pela referência aos interesses e experiências compartilhadas.
O rapport tem se mostrado benéfico em psicoterapia e medicina, negociação, e educação, entre outros. Em cada um desses casos, o rapport entre membros de uma dupla (ex. um professor e um aluno, um doutor e um paciente) permite aos participantes coordenar melhor suas ações e estabelecer um relacionamento de trabalho com benefícios mútuos, o que tem sido geralmente chamado de “aliança de trabalho”.

## A construção de rapport
Para alcançar os benefícios de rapport interpessoal em áreas como educação, medicina ou mesmo vendas, há vários métodos, dentre os quais se incluem a coordenação, a sinalização de atenção ao outro, a construção de coesão e o gerenciamento da percepção do outro quanto a si mesmo ("face" management).

### Métodos

#### Coordenação
Coordenação, também chamada "mirroring" ou espelhamento, imitação, significa entrar em sintonia com outra pessoa, ou coordenar os comportamentos verbais ou não verbais com os dessa pessoa.
- "Mirroring" emocional – Ênfase no estado emocional de uma pessoa, mostrando-se estar do "seu lado". Pode ser empregada nessa situação a habilidade de mostrar-se um bom ouvinte, por exemplo, prestando-se atenção em palavras-chave e problemas que surgem quando se está conversando com essa pessoa. Dessa forma, é possível questionar o interlocutor para melhorar a compreensão dessas questões, e também para mostrar a seu próprio interesse em relação a eles (Arnold, E and Boggs, josh. 2007).
- "Mirroring" de postura – modulação do tom de linguagem corporal de uma pessoa de modo a não imitar as maneiras do outro diretamente, porque isso poderia mostrar-se como zombaria, mas por meio da imitação da mensagem geral de sua postura e energia.
- "Mirroring" de tom e frequência temporal – combinação de tom, tempo, inflexão, e volume da voz de uma pessoa.

#### Atenção mútua
Outra forma de construir o rapport é demonstrando atenção para com o outro. Essa atitude pode assumir a forma não verbal, como, por exemplo, simplesmente olhar para a outra pessoa, balançar a cabeça afirmativamente em momentos apropriados, ou por meio da proximidade física, como visto no trabalho de professores na sala de aula. Essa atenção pode também ser demonstrada por meio da reciprocidade de comportamentos não verbais como sorrir ou balançar a cabela, similarmente à coordenação ou no compartilhamento recíproco de detalhes pessoais que sinalizam o atendimento e atenção às necessidades dos envolvidos.

#### Semelhança
Semelhança é a técnica de deliberativamente encontrar algo em comum com a pessoa ou o cliente na intenção de construir uma relação de camaradagem e confiança.
Isso é feito por meio de referenciais como interesses, aversões e experiências compartilhadas. Pelo compartilhamento de detalhes pessoais ou auto-revelação de preferências ou informações pessoais, interlocutores podem construir semelhança, e então incrementar o "rapport".

#### Face management
Outra forma de se aumentar o "rapport" é por meio do que é comumente chamado de "manejamento positivo da face" (positive face management), que também pode ser simplesmente denominado positividade. De acordo com alguns psicólogos, as pessoas têm a necessidade de serem vistas de uma forma positiva em relação a esta perspectiva, conhecida como a "face" do indivíduo. Pelo gerenciamento das "faces" uns dos outros, promovendo-se estímulos e apoio quando necessário, ou reduzindo os impactos negativos das condições que afetam o parceiro, as pessoas são capazes de construir "rappport" umas com as outras.

## Benefícios
Uma série de benefícios foram relatados em relação ao "rapport", os quais sempre envolvem interações cordiais, colaboração incrementada e melhoria de resultados interpessoais, embora as especificidades diferem quanto à área.
No domínio médico, o "rapport" médico-paciente é frequentemente chamado "aliança de trabalho", e é uma medida de qualidade colaborativa entre o médico (ou terapeuta) e paciente,muitas vezes utilizada como indicativo de resultados terapêuticos e aderência dos pacientes às prescrições.
Em educação, o rapport professor-aluno é um indicativo da participação dos alunos no curso, retenção de aprendizagem, probabilidade de aderir novamente a um curso naquele domínio de conhecimento e tem sido por vezes utilizado para predizer os resultados de um curso. Alguns argumentam que o rapport professor-aluno é um elemento essencial do que faria um professor ser eficaz, ou a habilidade de gerenciar relacionamentos interpessoais e constuir uma atmosfera positiva e pró-social, de confiança e ansiedade reduzida. O "rapport" estudante-estudante, por outro lado, enquanto largamente fora do controle dos professores, é também indicador de reduzida ansiedade em um curso, sentimentos de uma cultura de classe apoiadora, e melhorias na participação nas discussões escolares.
Em negociação, o rapport é benéfico para o alcance de resultados mútuos, já que os parceiros são mais propensos a confiar um no outro, cooperar e  gerar produtos positivos. Entretanto, há quem acredite que o rapport interpessoal pode levar a um comportamento antiético, particularmente em situações de impasse.

## Estudos
Para o melhor estudo de como o "rapport" pode levar aos benefícios acima, pesquisadores geralmente adotam uma das três principais abordagens: pesquisas de auto-relato, observação de terceiras partes, e algumas formas de detecção automática, utilizando-se de visão computacional ou aprendizado de máquina.
Pesquisas de auto-relato geralmente consistem de um conjunto de questões apresentadas ao final da interação, estimulando os participantes a refletir sobre o relacionamento com a outra pessoa e a avaliar vários aspectos dessa relação, tipicamente em escala de Lickert. Embora seja essa a abordagem mais comum, ela apresenta como desvantagem a falta de confiabilidade quanto os dados de auto-referência, de que pode ser exemplo o problema de separar a reflexão dos participantes em relação a interações simples e quanto ao relacionamento com a outra pessoa de uma maneira mais abrangente.
Para enfrentar esses problemas, têm-se utilizado terceiras partes como observadores para atribuir uma nota ao rapport de um segmento particular da interação, também chamado "slice". Outro recente trabalho utiliza visão computacional, aprendizagem de máquina e inteligência artificial para detectar eletronicamente o nível de rapport entre os membros de uma dupla.